# Satijnlichtmot
De satijnlichtmot (Palpita vitrealis) is een vlinder uit de familie van de grasmotten (Crambidae) en de onderfamilie Spilomelinae. De wetenschappelijke naam is gepubliceerd  als Phalaena vitrealis door Pietro Rossi in 1794. De spanwijdte van de vlinder bedraagt tussen de 27 en 31 millimeter.

## Verspreiding
De satijnlichtmot komt voor in:
- het Palearctisch gebied (geheel Europa met uitzondering van IJsland en Belarus; buiten Europa: Marokko, Tunesië, Libië, Egypte, Georgië, Turkije, Syrië, Israël, Iran),
- het Oriëntaals gebied (Pakistan, India, Bhutan, Thailand, Maleisië, Indonesië),
- het Afrotropisch gebied (Oman, Jemen, Kaapverdië, Gambia, Mali, Liberia, Ghana, Kameroen, Centraal-Afrikaanse Republiek, Ethiopië, Congo-Kinshasa, Oeganda, Kenia, Tanzania, Zambia, Mozambique, Namibië, Botswana, Zimbabwe, Zuid-Afrika, Comoren, de Seychellen, Madagaskar, Réunion, Mauritius),
- het Australaziatisch gebied (Australië),
- het Neotropisch gebied (Mexico, Honduras, Colombia, Venezuela, Argentinië).

### Voorkomen in Nederland en België
De soort is in Nederland en België vrij algemeen en kan verspreid worden waargenomen als trekvlinder en als verstekeling met olijfbomen in tuincentra. De soort kan zich niet handhaven in de vrije natuur hier.

## Waardplanten
De rups leeft op:
- Ericaceae
  - Arbutus unedo[2]
- Oleaceae
  - Forsythia
  - Fraxinus
  - Jasminum auriculatum
  - Jasminum dichotomum
  - Jasminum fluminense
  - Jasminum officinale
  - Jasminum sambac
  - Ligustrum vulgare (wilde liguster)
  - Olea europaea (Olijf)
  - Olea lancea
  - Phyllyrea media